# Andreas Wahl (Gitarrist)
Andreas Wahl (* 8. August 1965 in Stuttgart) ist ein deutscher Jazz-Gitarrist.

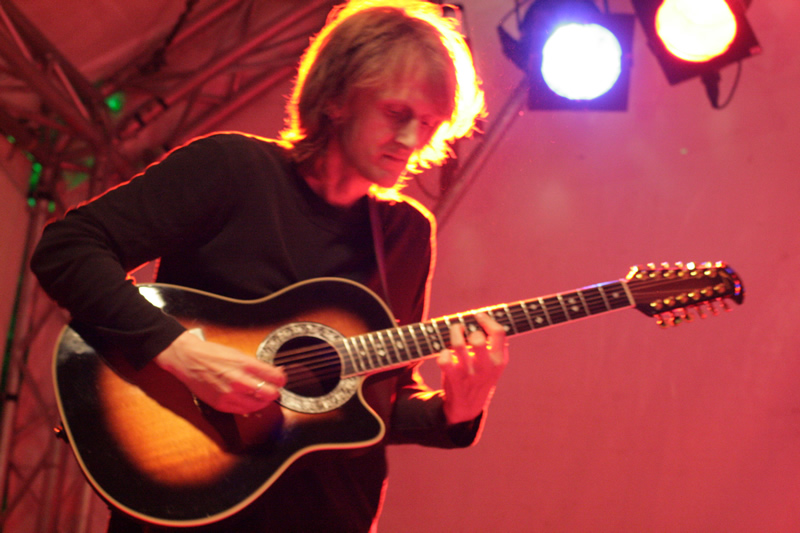
Andreas Wahl – Traumzeit Festival 2008

## Leben
Wahl studierte von 1992 bis 1997 an der Hochschule der Künste Arnheim Jazzgitarre. 1996 gehörte er zu den Begründern der Gruppe Das letzte Kammerensemble, im gleichen Jahr gründete er das Trio Freie Wahl. 1997 gründete er die Andreas Wahl Experimentle Band, mit der er eine Synthese aus Jazz, Folk, Neuer Musik und Heavy Metal spielt. Ihr gehören außer Wahl Peter Bolte, Veit Lange, Hartmut Kracht und Christoph Hillmann an.
Seit 1999 wirkte er auch neben Jan Klare und Peter Eisold als Gitarrist der Gruppe Matthias Müller Bhavan. Im gleichen Jahr wurde er Lehrbeauftragter für Jazz-Gitarre an der Hochschule für Künste Bremen. Seit 2000 arbeitet er mit der Formation Peter Herborn Large (mit Gary Thomas, Greg Osby, Nils Wogram, Robin Eubanks, Gene Jackson, Uri Caine u. a.), mit der er 2001 eine USA-Tournee unternahm, und als Gitarrist der Gruppe Supernova, die 2003 mit dem Projekt Halbmond & Stern Neufassungen türkischer Musik mit türkischen Musikern aus dem Ruhrgebiet vorstellte.

## Diskographische Hinweise
- 1996 – Personal View (Lutz Potthoff)
- 1997 – Windrush mit (Lutz Potthoff, mit Uli Beckerhoff)
- 1998 – Jazz Violin 1 (Das letzte Kammerensemble)
- 2001 – Large Two
- 2002 – Entrance (Supernova)
- 2003 – Aznamour (mit Jean Claude Séférian)
- 2003 – Matthias Müller Bhavan
- 2005 – Experimentle Band
- 2012: Zodiak Trio Acid (Traumton Records, mit John-Dennis Renken und Bernd Oezsevim)